# Helicoconis tjederi
Helicoconis tjederi là một loài côn trùng trong họ Coniopterygidae thuộc bộ Neuroptera. Loài này được Rausch et al. miêu tả năm 1981.